# Casalmaiocco
Casalmaiocco é uma comuna italiana da região da Lombardia, província de Lodi, com cerca de 2.438 habitantes. Estende-se por uma área de 4 km², tendo uma densidade populacional de 610 hab/km². Faz fronteira com Mulazzano, Dresano (MI), Vizzolo Predabissi (MI), Tavazzano con Villavesco, Sordio.

## Demografia
| Variação demográfica do município entre 1861 e 2011                               |
|                                                                                   |
| Fonte: Istituto Nazionale di Statistica (ISTAT) - Elaboração gráfica da Wikipedia |